# Jørgen Weel
Jørgen Weel (* 13. August 1922 in Kopenhagen; † 16. Juni 1993 in Gentofte) war ein dänischer Schauspieler.

## Leben
Sein Vater war der Schauspieler und Regisseur Arne Weel und seine Mutter die Sängerin Liva Weel. Nach der Scheidung der Eltern im Jahr 1927 wuchs er bei seiner Mutter auf. 
Seine schauspielerischen Anfänge machte Weel am Folketeatret, am Aarhus Teater und am Odense Teater. Im Jahr 1953 nahm er die Schallplatte jeg sever pa en baenk pa Radhuspladsen auf. Er war auch als Synchronsprecher tätig und sprach mehrere Hörbuch-Produktionen ein. 
Als Schauspieler wirkte Weel von 1951 bis 1990 in mehr als 50 Film-und-Fernsehproduktionen mit, darunter auch in den populären Serien Oh, diese Mieter! und Die Leute von Korsbaek. Zudem wirkte er auch den Filmen Die Olsenbande läuft Amok und Die Olsenbande fliegt über die Planke aus der Olsenbande-Reihe mit.
Weel war ab dem 6. August 1949 mit Grethe Weel (1928–2013, geborene Nielsen) verheiratet. Sein aus dieser Ehe stammender Sohn Henrik Weel ist ebenfalls Schauspieler.
Er starb am 16. Juni 1993 im Alter von 70 Jahren. Seine Grabstätte befindet sich auf dem Vestre Kirkegård.

## Filmografie (Auswahl)
- 1950: I gabestokken
- 1951: Som sendt fra himlen
- 1951: Det gamle guld
- 1956: Vi som går stjernevejen
- 1964: Don Olsen kommer til byen
- 1964: Sommer i Tyrol
- 1966: Nu stiger den
- 1967: Mig og min lillebror
- 1969: Geld zum zweiten Frühstück (Tænk på et tal)
- 1970: Das Lied vom roten Rubin
- 1973: Die Olsenbande läuft Amok
- 1977: Oh, diese Mieter! (Fernsehserie, 1 Folge)
- 1977: Skytten
- 1980: Die Leute von Korsbaek (Fernsehserie, 1 Folge)
- 1981: Die Olsenbande fliegt über die Planke
- 1984: Try To Remember
- 1990: Dagens Donna